# 安德维莱尔
安德维莱尔（法語：Indevillers）是法国杜省的一个市镇，位于该省东部，属于蒙贝利亚尔区。该市镇总面积22.81平方公里，2009年时的人口为241人。

## 人口
安德维莱尔人口变化图示